# Charles Hawtrey
George Frederick Joffe Hartree, med artistnamnet Charles Hawtrey, född 30 november 1914 i Hounslow, London, död 27 oktober 1988 i Deal, Kent var en brittisk skådespelare och sångare.
Hawtrey började sin karriär som barnskådespelare och sångare. Han är mest känd för sina roller i Carry On-filmerna.

## Filmografi i urval
- 1936 – Fåglarna sjunga klockan 1.45
- 1944 – A Canterbury Tale
- 1949 – Biljett till Burgund
- 1957–1958 – The Army Game (TV-serie)
- 1958 – Nu tar vi sergeanten
- 1959 – I intimaste laget
- 1961 – Nu tar vi tanden
- 1964 – Nu tar vi Cleopatra
- 1968 – Nu tar vi vicekungen i Khyberdalen
- 1971 – Kom igen Henry
- 1972 – Carry On Abroad
- 1979 – Plankan (TV-film)